# Persone di nome James/Politici
| Questa pagina contiene informazioni ricavate automaticamente dalle voci biografiche con l'ausilio del template Bio e di un bot. L'aggiornamento è periodico e automatico e ricostruisce completamente la pagina. Se manca una persona in questa lista, sei pregato di non aggiungerla, ma accertati piuttosto che la sua voce biografica contenga il template Bio e che i dati anagrafici siano correttamente compilati. Se il template Bio manca, inseriscilo tu stesso o, in alternativa, metti l'avviso {{tmp\|Bio}} che ne segnala la mancanza. Se i dati riportati sono sbagliati, correggi direttamente la voce biografica; le modifiche saranno visibili in questa lista entro pochi giorni. Per chiarimenti vedi il progetto antroponimi. La lista contiene solo le 195 persone che sono citate nell'enciclopedia e per le quali è stato implementato correttamente il template Bio. Pagina aggiornata al 22 lug 2025. |

Questa è una lista di persone presenti nell'enciclopedia che hanno il nome James e sono politici.

## A(3)
- James Abourezk, politico e avvocato statunitense (Wood, n. 1931 - Sioux Falls, † 2023)
- Jim Allister, politico nordirlandese (Crossgar, n. 1953)
- James Lindsay Almond, politico statunitense (Charlottesville, n. 1898 - Richmond, † 1986)

## B(20)
- Jim Bacchus, politico e avvocato statunitense (Nashville, n. 1949)
- Jim Baird, politico statunitense (Covington, n. 1945)
- James Baker, politico statunitense (Houston, n. 1930)
- James Maitland Balfour, politico scozzese (Whittingehame, n. 1820 - Funchal, † 1856)
- Jim Banks, politico statunitense (Columbia City, n. 1979)
- James Barbour, politico statunitense (Barboursville, n. 1775 - Barboursville, † 1842)
- James Glenn Beall, politico statunitense (Frostburg, n. 1894 - Frostburg, † 1971)
- James Bilbray, politico statunitense (Las Vegas, n. 1938 - Las Vegas, † 2021)
- James Gillespie Birney, politico statunitense (Danville, n. 1792 - Perth Amboy, † 1857)
- Dan Bishop, politico statunitense (Charlotte, n. 1964)
- James Blaine, politico statunitense (West Brownsville, n. 1830 - Washington, † 1893)
- Jim Bolger, politico neozelandese (Opunake, n. 1935)
- James S. Boynton, politico statunitense (Contea di Henry, n. 1833 - Griffin, † 1902)
- Jim Bridenstine, politico statunitense (Ann Arbor, n. 1975)
- James E. Broome, politico statunitense (Hamburg, n. 1808 - DeLand, † 1883)
- Gordon Brown, politico britannico (Glasgow, n. 1951)
- James Bryce, politico, storico e giurista britannico (Belfast, n. 1838 - Sidmouth, † 1922)
- James Buchanan, politico statunitense (Cove Gap, n. 1791 - Lancaster, † 1868)
- James Budd, politico statunitense (Janesville, n. 1851 - Stockton, † 1908)
- James Francis Byrnes, politico e statistico statunitense (Charleston, n. 1882 - Columbia, † 1972)

## C(18)
- James Donald Cameron, politico statunitense (Middletown, n. 1833 - † 1918)
- James Campbell, politico statunitense (Filadelfia, n. 1812 - Filadelfia, † 1893)
- James Carlisle, politico antiguo-barbudano (Bolans, n. 1937)
- James Carnegie, III duca di Fife, politico e nobile britannico (Londra, n. 1929 - Angus, † 2015)
- Jay Carney, politico, giornalista e funzionario statunitense (Washington, n. 1965)
- Jimmy Carter, politico e filantropo statunitense (Plains, n. 1924 - Plains, † 2024)
- Jim Chapman, politico statunitense (Washington, n. 1945)
- James Chestnut, politico e generale statunitense (Camden, n. 1815 - Camden, † 1885)
- James Chichester-Clark, politico britannico (Castledawson, n. 1923 - Castledawson, † 2002)
- James Cleverly, politico britannico (Lewisham, n. 1969)
- Jim Clyburn, politico statunitense (Sumter, n. 1940)
- James Comer, politico statunitense (Carthage, n. 1972)
- James Sevier Conway, politico statunitense (n. 1796 - † 1855)
- Jim Cooper, politico e avvocato statunitense (Nashville, n. 1954)
- Jim Costa, politico statunitense (Fresno, n. 1952)
- James J. Couzens, politico statunitense (Chatham, n. 1872 - Detroit, † 1936)
- James M. Cox, politico statunitense (Jacksonburg, n. 1870 - Kettering, † 1957)
- James Croft, politico britannico (n. 1518 - Londra, † 1590)

## D(9)
- James Ole Davidson, politico norvegese (Årdal, n. 1854 - Madison, † 1922)
- Jim Davis, politico e avvocato statunitense (Tampa, n. 1957)
- Jim DeMint, politico statunitense (Greenville, n. 1951)
- James William Denver, politico, generale e avvocato statunitense (Winchester, n. 1817 - Washington, † 1892)
- James Cochran Dobbin, politico statunitense (Fayetteville, n. 1814 - Fayetteville, † 1857)
- James Duane Doty, politico statunitense (Salem, n. 1799 - Salt Lake City, † 1865)
- James Douglas, II duca di Queensberry, politico scozzese (n. 1662 - Londra, † 1711)
- Jim Doyle, politico statunitense (Washington, n. 1945)
- James Duane, politico statunitense (New York, n. 1733 - Contea di Schenectady, † 1797)

## E(1)
- James B. Edwards, politico statunitense (Hawthorne, n. 1927 - Mount Pleasant, † 2014)

## F(9)
- James Fannin, politico e militare statunitense (Georgia, n. 1804 - Goliad, † 1836)
- James Farmer, politico e attivista statunitense (Marshall, n. 1920 - Fredericksburg, † 1999)
- James FitzGerald, I duca di Leinster, politico e ufficiale irlandese (n. 1722 - Dublino, † 1773)
- James Fitzalan Hope, I barone Rankeillour, politico scozzese (n. 1870 - † 1949)
- James Florio, politico statunitense (New York, n. 1937 - Voorhees, † 2022)
- Jim Folsom Jr., politico statunitense (Montgomery, n. 1949)
- Randy Forbes, politico e avvocato statunitense (Chesapeake, n. 1952)
- James Vincent Forrestal, politico statunitense (Matawan, n. 1892 - Bethesda, † 1949)
- J. William Fulbright, politico, politologo e mecenate statunitense (Sumner, n. 1905 - Washington, † 1995)

## G(12)
- James A. Garfield, politico e generale statunitense (Moreland Hills, n. 1831 - Long Branch, † 1881)
- James Albert Gary, politico statunitense (Montville, n. 1833 - Baltimora, † 1920)
- Jim Gerlach, politico statunitense (Ellwood City, n. 1955)
- Jim Gibbons, politico, avvocato e ex militare statunitense (Sparks, n. 1944)
- James Gillett, politico statunitense (Viroqua, n. 1860 - Berkeley, † 1937)
- James Gobbo, politico, giudice e avvocato australiano (Carlton, n. 1931 - † 2021)
- James William Good, politico statunitense (n. 1866 - † 1929)
- James Graham, I duca di Montrose, politico scozzese (n. 1682 - † 1742)
- James Graham, III duca di Montrose, politico scozzese (n. 1755 - † 1836)
- James Graham, IV duca di Montrose, politico scozzese (n. 1799 - † 1874)
- James C. Greenwood, politico statunitense (Filadelfia, n. 1951)
- James Gunn, politico e generale statunitense (Virginia, n. 1753 - Louisville, † 1801)

## H(15)
- Jim Hagedorn, politico statunitense (Blue Earth, n. 1962 - Rochester, † 2022)
- James Hahn, politico statunitense (Los Angeles, n. 1950)
- James Hamilton, II duca di Abercorn, politico britannico (Brighton, n. 1838 - Londra, † 1913)
- James Hamilton, II marchese di Hamilton, politico e nobile scozzese (n. 1589 - Londra, † 1625)
- James Hamilton, visconte Hamilton, politico inglese (n. 1786 - Londra, † 1814)
- James V. Hansen, politico statunitense (Salt Lake City, n. 1932 - † 2018)
- Keir Hardie, politico scozzese (Legbrannock, n. 1856 - Glasgow, † 1915)
- James Harper, politico e editore statunitense (Elmhurst, n. 1795 - New York, † 1869)
- James Harris, III conte di Malmesbury, politico britannico (Londra, n. 1807 - Londra, † 1889)
- Jimmy Hayes, politico statunitense (Lafayette, n. 1946)
- French Hill, politico statunitense (Little Rock, n. 1956)
- Jim Himes, politico statunitense (Lima, n. 1966)
- Jim Hodges, politico e avvocato statunitense (Lancaster, n. 1956)
- James Robert Hope-Scott, politico scozzese (n. 1812 - † 1873)
- Jim Hunt, politico statunitense (Greensboro, n. 1937)

## I(2)
- Jim Inhofe, politico statunitense (Des Moines, n. 1934 - Tulsa, † 2024)
- James Iredell Jr., politico statunitense (Contea di Chowan, n. 1788 - Edenton, † 1853)

## J(8)
- James Gordon Jr., politico filippino (Olongapo, n. 1947 - Quezon City, † 2021)
- James Jackson, politico e generale statunitense (Moretonhampstead, n. 1757 - Washington, † 1806)
- James Janssen van Raay, politico olandese (Muntok, n. 1932 - L'Aia, † 2010)
- James Johnson, politico statunitense (Contea di Robeson, n. 1811 - Contea di Chattahoochee, † 1891)
- Mike Johnson, politico statunitense (Shreveport, n. 1972)
- Jim Jontz, politico statunitense (Indianapolis, n. 1951 - Portland, † 2007)
- Jim Jordan, politico statunitense (Urbana, n. 1964)
- Jim Justice, politico e imprenditore statunitense (Charleston, n. 1951)

## K(3)
- James Kaylor, politico e sindacalista britannico (n. 1877 - Sydney, † 1961)
- James Lawson Kemper, politico, avvocato e militare statunitense (Mountain Prospect, n. 1823 - Walnut Hills, † 1895)
- Jimmy Kruger, politico sudafricano (n. 1917 - † 1987)

## L(7)
- James Langevin, politico statunitense (Providence, n. 1964)
- James Lankford, politico statunitense (Dallas, n. 1968)
- James Taylor Lewis, politico e avvocato statunitense (Clarendon, n. 1819 - Columbus, † 1904)
- Jim Ross Lightfoot, politico statunitense (Sioux City, n. 1938)
- James Lindsay, XXVI conte di Crawford, politico scozzese (Saint-Germain-en-Laye, n. 1847 - Londra, † 1913)
- James D. Lynch, politico statunitense (Baltimora, n. 1839 - † 1872)
- James T. Lynn, politico statunitense (Cleveland, n. 1927 - Bethesda, † 2010)

## M(25)
- Ramsay MacDonald, politico britannico (Lossiemouth, n. 1866 - Oceano Pacifico, † 1937)
- James Madison Porter, politico statunitense (Norristown, n. 1793 - Easton, † 1862)
- James Madison, politico statunitense (Port Conway, n. 1751 - Port Conway, † 1836)
- James Mancham, politico seychellese (Victoria, n. 1939 - Glacis, † 2017)
- James Marape, politico papuano (Tari, n. 1971)
- James William Marshall, politico statunitense (Wilson, n. 1822 - Washington, † 1910)
- James G. Martin, politico, chimico e docente statunitense (Savannah, n. 1935)
- Jim Matheson, politico statunitense (Salt Lake City, n. 1960)
- James Maxton, politico britannico (Pollokshaws, n. 1885 - † 1946)
- Scott McCallum, politico statunitense (Fond du Lac, n. 1950)
- Jim McCrery, politico statunitense (Shreveport, n. 1949)
- Jim McDermott, politico statunitense (Chicago, n. 1936)
- James McDowell, politico statunitense (Contea di Rockbridge, n. 1795 - † 1851)
- Jim McGovern, politico statunitense (Worcester, n. 1959)
- James Patrick McGranery, politico statunitense (Filadelfia, n. 1895 - Palm Beach, † 1962)
- James Howard McGrath, politico statunitense (Woonsocket, n. 1903 - Narragansett, † 1966)
- James McHenry, politico e statistico statunitense (Ballymena, n. 1753 - Baltimora, † 1816)
- James Clark McReynolds, politico e avvocato statunitense (Elkton, n. 1862 - Washington, † 1946)
- James Michel, politico seychellese (Mahé, n. 1944)
- James Fitz-Allen Mitchell, politico sanvincentino (Bequia, n. 1931 - Bequia, † 2021)
- James Monroe, politico e militare statunitense (Monroe Hall, n. 1758 - New York, † 1831)
- Jim Moran, politico statunitense (Buffalo, n. 1945)
- James H. Morrison, politico statunitense (Hammond, n. 1908 - Hammond, † 2000)
- James Moylan, politico statunitense (Tumon, n. 1962)
- James Murray, I barone Glenlyon, politico e ufficiale scozzese (Dunkeld, n. 1782 - Londra, † 1837)

## N(3)
- James Nolan Mason, politico, saggista e scrittore statunitense (Chillicothe, n. 1952)
- Jim Nussle, politico e avvocato statunitense (Des Moines, n. 1960)
- James Warren Nye, politico statunitense (DeRuyter, n. 1815 - White Plains, † 1876)

## O(3)
- Jim Oberstar, politico statunitense (Chisholm, n. 1934 - Potomac, † 2014)
- James Otis, politico statunitense (Boston, n. 1826 - San Francisco, † 1875)
- James Owen, politico statunitense (n. 1784 - † 1865)

## P(11)
- Jimmy Panetta, politico statunitense (Washington, n. 1969)
- James Kirke Paulding, politico e scrittore statunitense (New York, n. 1778 - Hyde Park, † 1860)
- Rick Perry, politico statunitense (Haskell, n. 1950)
- James Duval Phelan, politico e banchiere statunitense (San Francisco, n. 1861 - Saratoga, † 1930)
- J. J. Pickle, politico statunitense (Roscoe, n. 1913 - Austin, † 2005)
- Jim Pillen, politico statunitense (Columbus, n. 1955)
- James Pleasants, politico statunitense (n. 1769 - † 1836)
- James Knox Polk, politico statunitense (Pineville, n. 1795 - Nashville, † 1849)
- James Patton Preston, politico statunitense (n. 1774 - † 1843)
- James Hubert Price, politico statunitense (n. 1878 - Richmond, † 1943)
- Jim Prior, politico britannico (n. 1927 - † 2016)

## Q(3)
- Dan Quayle, politico statunitense (Indianapolis, n. 1947)
- James Quigley, politico statunitense (Mount Carmel, n. 1918 - Washington, † 2011)
- Jimmy Quillen, politico statunitense (Contea di Scott, n. 1916 - Kingsport, † 2003)

## R(5)
- Jim Ramstad, politico statunitense (Jamestown, n. 1946 - Wayzata, † 2020)
- Jim Renacci, politico statunitense (Monongahela, n. 1958)
- Jim Risch, politico statunitense (Milwaukee, n. 1943)
- James Rolph, politico statunitense (n. 1869 - † 1934)
- James Roosevelt, politico e generale statunitense (New York, n. 1907 - Newport Beach, † 1991)

## S(17)
- James David Santini, politico e avvocato statunitense (Reno, n. 1937 - Rockville, † 2015)
- James Schwarzenbach, politico e editore svizzero (Rüschlikon, n. 1911 - Sankt Moritz, † 1994)
- Austin Scott, politico statunitense (Augusta, n. 1969)
- James Scullin, politico australiano (Trawalla, n. 1876 - Melbourne, † 1953)
- James S. Sherman, politico statunitense (Utica, n. 1855 - Utica, † 1912)
- James Shields, politico e generale statunitense (Altmore, n. 1810 - Ottumwa, † 1879)
- James M. Smith, politico statunitense (Contea di Twiggs, n. 1823 - Columbus, † 1890)
- James Skivring Smith, politico liberiano (Charleston, n. 1825 - LuogoMorteLink= Buchanan, † 1892)
- James Soong, politico taiwanese (Xiangtan, n. 1942)
- James Speed, politico e avvocato statunitense (n. 1812 - Louisville, † 1887)
- James Stanhope, I conte Stanhope, politico e militare britannico (Parigi, n. 1673 - Londra, † 1721)
- James Stanley, VII conte di Derby, politico e militare inglese (Knowsley, n. 1607 - Bolton, † 1651)
- James Stopford, I conte di Courtown, politico irlandese (n. 1700 - † 1770)
- James Stopford, II conte di Courtown, politico irlandese (n. 1731 - † 1810)
- James Stopford, III conte di Courtown, politico irlandese (Londra, n. 1765 - Windsor, † 1835)
- James Stopford, IV conte di Courtown, politico irlandese (Londra, n. 1794 - Gorey, † 1858)
- James Archibald Stuart, politico e ufficiale britannico (n. 1747 - † 1818)

## T(8)
- James L. Gordon, politico filippino (Imus, n. 1917 - Olongapo, † 1967)
- Jim Talent, politico e avvocato statunitense (Des Peres, n. 1956)
- James Tallmadge, politico statunitense (Stanfordville, n. 1778 - New York City, † 1853)
- Strom Thurmond, politico statunitense (Edgefield, n. 1902 - Edgefield, † 2003)
- Jim Guy Tucker, politico e avvocato statunitense (Oklahoma City, n. 1943 - Little Rock, † 2025)
- Jim Turner, politico statunitense (Fort Lewis, n. 1946)
- James Hoge Tyler, politico statunitense (Blenheim, n. 1846 - Belle Hampton, † 1925)
- James Noble Tyner, politico statunitense (Brookville, n. 1826 - Washington, † 1904)

## V(3)
- James Van Ness, politico statunitense (Burlington, n. 1808 - San Luis Obispo, † 1872)
- J. D. Vance, politico e scrittore statunitense (Middletown, n. 1984)
- James K. Vardaman, politico statunitense (Contea di Jackson, n. 1861 - Birmingham, † 1930)

## W(10)
- James Wakefield, politico statunitense (Winstead, n. 1825 - Blue Earth, † 1910)
- Jimmy Walker, politico statunitense (New York, n. 1881 - New York, † 1946)
- James T. Walsh, politico statunitense (Syracuse, n. 1947)
- James G. Watt, politico statunitense (Lusk, n. 1938 - Arizona, † 2023)
- Jim Webb, politico statunitense (Saint Joseph, n. 1946)
- James Wilkinson, politico e generale statunitense (Benedict, n. 1757 - Città del Messico, † 1825)
- Harold Wilson, politico britannico (Huddersfield, n. 1916 - Londra, † 1995)
- James Wood, politico e militare statunitense (Winchester, n. 1747 - † 1813)
- Jim Wright, politico statunitense (Fort Worth, n. 1922 - Fort Worth, † 2015)
- James Wright, politico britannico (Londra, n. 1716 - Londra, † 1785)